# Pauridiantha microphylla
Pauridiantha microphylla är en måreväxtart som beskrevs av Ronald D'Oyley Good. Pauridiantha microphylla ingår i släktet Pauridiantha och familjen måreväxter. Inga underarter finns listade i Catalogue of Life.